# Витвицкий, Владислав
Владисла́в Витви́цкий (пол. Władysław Witwicki) (настоящее имя — Юзеф Сас Василькович; пол. Józef Sas Wasylkowicz) (1878, Любачув — 1948, Констанцин-Езёрна) — польский психолог, философ, теоретик искусства и переводчик произведений Платона. Один из пионеров польской психологии.

## Биография
В 1888 году окончил начальную школу во Львове, а в 1894 там же Третий государственный лицей и гимназия имени короля Стефана Батория. С 1896 года изучал философию и психологию во Львовском университете. В 1888 году защитил диссертацию по теме «Психологический анализ амбиций» (пол. Analiza psychologiczna ambicji) и стал доктором по философии. В том же году несколько месяцев учился в Венском университете (под руководством Алоиса Хёфлера) и Лейпцигском университете (под руководством Вильгельма Вундта). 1 октября 1904 года защитил диссертацию «Психологический анализ признаков воли» (пол. Analiza psychologiczna objawów woli) и стал доцентом по философии Львовского университета. Также был учеником Казимира Твардовского и стипендиатом Национальной библиотеки имени Оссолинских.
В 1919 году Витвицкий стал экстраординарным профессором, а в 1920 — ординарным профессором Варшавского университета. Во время немецкой оккупации Польши организовал тайное обучение и продолжал художественную, научную и переводческую деятельность. Его работы и переводы были изданы лишь в 1956 году. 
Владислав был отцом архитектора и историка искусств Януша Витвицкого (автора макета Художественная панорама старого Львова) и дядей архитектора и реставратора Михала Витвицкого.

## Научные достижения

### Вклад в развитие психологии
Витвицкий считается одним из важнейших польских психологов. Был автором первых, многократно возобновляемых и расширяемых учебников, которые сыграли ключевую роль в польской психологии межвоенного периода. 
Ему принадлежит оригинальная теория кратизма (лат. сила). Кратизм обосновывает изменение эмоциональных состояний единицы желанием получения чувства власти. Значение теории кратизма подтверждается её близостью с более поздней (1912) теорией стремления к власти Альфреда Адлера, а близость мыслей обоих учёных свидетельствует о включении психологических взглядов Витвицкого в русло европейской науки.
Витвицкий — как один из немногих — ввёл вопрос религиозности в учебники по психологии. Несмотря на нерелигиозный характер своих взглядов, признал ключевую роль религиозного чувства в мировоззрении, считая, что оно состоит из: чувства святости (описанное Рудольфом Отто), антропоморфического и антропоцентрического чувства мира (охватывающего нужду веры в личное бессмертие) и магическое понимание явлений и связей между ними. Его книга Wiara oświeconych (которая была опубликована только во Франции перед Второй мировой войной) — это теоретическое и эмпирическое изучение психологии религии. Оно содержит основы теории религиозной веры, дополненные наглядными материалами проведённых Витвицким эмпирических исследований. Итоги исследования позволили ему изложить психологический принцип противоречия и легли в основу утверждения о существовании области подавления человеческого знания, которая состоит из суждений, представленных без т. н. момента логического утверждения или неискреннего убеждения. В область предположения Витвицкий «поставил» религиозную веру просвещённых людей. Как «притворная вера», такая она постепенна — от почти полной уверенности до почти полного сомнения. В первом случае тип религиозности можно назвать ортодоксальным. Другие типы — субъективная (избирательная) религиозность и символико-аллегорическая религиозность. Лица первого и второго типа испытывают трудности в согласовании религиозных убеждений с научными знаниями (т. н. «логический паралич») и с разрешением моральных дилемм (т. н. «моральный паралич»). Особое место в исследовательской деятельности Витвицкого относящейся к психологическим проблемам занимал в виде скептический взгляд по отношению к тому, что основано лишь на привычке, предрассудках, традициях и суевериях. В своём переводе Евангелия от Матфея и Евангелия от Марка («Благая весть от Матфея и Марка») снабжённом большим комментарием, Витвицкий проводит психологический анализ текста и людей, появляющихся в них, ставя под сомнение, в частности, психическое здоровье Иисуса.

### Переводы произведений Платона
Витвицкий был знатоком античной культуры и автором знаменитого перевода почти всех произведений древнегреческого философа Платона. В 1909 был изданный первый из переведённых диалогов Платона — «Пир». Его переводы, несмотря на отсутствие философической и филологической специальности, считаются известными по своему психологическому реализму, пластичности, доступности, образности, конкретности.

### Философия
Несмотря на гуманистическое направление его исследований, Витвицкого относят к группе мыслителей связанных с Львовско-варшавской школой.

### Светская этика
Витвицкий участвовал в создании светской этики в течение почти 50 лет, начиная с публикации своей первой крупной работы «Психологический анализ амбиции» (1900) и плоть до смерти. Так в комментариях к переводу диалога Платона «Евтифрон» Витвицкий отметил следующее: «Основы этики следует искать не в мифах и милостях божеств, но где-то ещё. Этическая ценность человеческих поступков не зависит от благосклонности богов».
Как и у Тадеуша Котарбинского светская этика Витвицкого не опиралась лишь на светскую форму, т. е. светское оправдание запретов и моральных предписаний, но в первую очередь выражалась в светском содержании общепризнанных ценностей, таких как знание, критика, независимость, амбиции, стремление к созданию культуры.

## Избранные публикации

### Книги и передачи
- Z psychologii stosunków osobistych (1907)
- W sprawie przedmiotu i podziału psychologii (1912)
- Psychologia do użytku słuchaczów wyższych szkół naukowych t. 1-2 (1925—1927)
- Zarys psychologii (1928)
- Wiadomości o stylach (1934)
- Rozmowa o jedności prawdy i dobra (1936)
- Przechadzki ateńskie (цикл радиопередач, 1939; издано в 1947)
- Platon jako pedagog (1947)
- O widzeniu przedmiotów (1954)
- Pogadanki obyczajowe (1957)
- Wiara oświeconych (1939: польские издания: 1959, 1980)

### Переводы
- Dobra Nowina według Mateusza i Marka — переводы евангелий от Матфея и Марка (1958)
- Lukian z Samosaty, Dialogi wybrane (1949);
- Uczta (Lwów 1909, Kęty 2002);
- Fajdros (Lwów 1918, Kęty 2002);
- Eutyfron. Obrona Sokratesa. Kriton (Lwów 1920, Kęty 2002);
- Hippiasz Mniejszy. Hippiasz Większy. Ion (Lwów 1921, Warszawa 1958);
- Gorgiasz (Lwów 1923, Warszawa 1958);
- Protagoras (Lwów 1923, Warszawa 1991);
- Fedon (Lwów 1925, Warszawa 1958, Kęty 2002);
- Menon (Warszawa 1935, 1959);
- Teajtet (Warszawa 1936, 1959);
- Charmides i Lizys (Warszawa 1937, 1959);
- Laches (Warszawa 1937, 1958);
- Fileb (Warszawa 1938, Kęty 2002);
- Państwo (I—II, Warszawa 1948, 1991);
- Timaios. Kritias (Warszawa 1951, Kęty 2002);
- Sofista. Polityk (Warszawa 1956, Kęty 2002);
- Eutydem (Warszawa 1957);
- Państwo. Z dodatkiem siedmiu ksiąg Praw (Warszawa 1958);
- Państwo. Prawa (VII ksiąg), (Kęty 1982, 2004);
- Protagoras (Warszawa 1958, 1991);
- Parmenides (Warszawa 1961)